# Le Bassin de Saint-Marc vu de la pointe de la Douane
Le Bassin de Saint-Marc vu de la pointe de la Douane (en italien : Bacino di San Marco de la Puntana della Dogana) est une huile sur toile de 1740-1745 du peintre vénitien Canaletto, conservé à la Pinacothèque de Brera à Milan. Il forme une paire avec Le Grand Canal vers la Punta della Dogana depuis Campo Sant'Ivo (également à la Pinacothèque de Brera), les deux œuvres étant produites dans la période de maturité de l'artiste juste avant son déménagement à Londres.

## Description
Il s'agit d'une veduta, vue très précise d'un paysage urbain, genre dans lequel Canaletto excellait, et que les représentations de Venise ont rendu célèbre. On voit ici le bassin de Saint-Marc à Venise depuis la punta della Dogana, avec en toile de fond le palais des Doges, la place Saint-Marc et sur la gauche le campanile. Le tableau est plus lumineux que ses œuvres précédentes, avec un coup de pinceau plus clair et montrant la scène au soleil de midi avec davantage de personnages que dans ses œuvres antérieures,.